# Shadow Zone
Shadow Zone — третій студійний альбом американського індастріал-метал-гурту Static-X, випущений 7 жовтня 2003 року.

## Список композицій
Автор музики і слів Вейн Статік і Тріпп Айзен, якщо не вказано інше. 
| #     | Назва             | Автор                       | Тривалість |
| ----- | ----------------- | --------------------------- | ---------- |
| 1.    | «Destroy All»     |                             | 2:18       |
| 2.    | «Control It»      | Статік, Айзен, Кампос, Джей | 3:05       |
| 3.    | «New Pain»        |                             | 2:57       |
| 4.    | «Shadow Zone»     |                             | 3:05       |
| 5.    | «Dead World»      |                             | 2:47       |
| 6.    | «Monster»         |                             | 2:14       |
| 7.    | «The Only»        | Статік, Айзен, Джей         | 2:51       |
| 8.    | «Kill Your Idols» |                             | 4:00       |
| 9.    | «All in Wait»     | Статік, Джей                | 4:01       |
| 10.   | «Otsegolectric»   |                             | 2:39       |
| 11.   | «So»              | Статік                      | 3:40       |
| 12.   | «Transmission»    | Статік, Айзен, Кампос, Джей | 1:38       |
| 13.   | «Invincible»      | Статік, Айзен, Джей         | 4:05       |
| 39:26 |                   |                             |            |

| Бонус-трек (японська версія) | Бонус-трек (японська версія)                      | Бонус-трек (японська версія) | Бонус-трек (японська версія) |
| #                            | Назва                                             | Автор                        | Тривалість                   |
| ---------------------------- | ------------------------------------------------- | ---------------------------- | ---------------------------- |
| 14.                          | «Gimme Gimme Shock Treatment» (The Ramones cover) | Ді Ді Рамон, Джонні Рамон    | 2:03                         |

## Учасники запису

#### Static-X
- Вейн Статік — головний вокал, гітара, клавішні, програмування
- Тріпп Айзен — гітара
- Тоні Кампос — бас, бек-вокал
- Нік Ошіро — барабани (зазначений, але не був учасником запису)

#### Сесійні музиканти
- Джош Фріз — ударні
- Кен Джей — додаткові клавіатури

#### Виробництво
- Джош Абрахам — виробництво
- Стівен Гілмор — мистецтво
- Ульріх Вайлд — зведення
- Раян Вільямс — інженер
- Том Воллі — виконавчий продюсер